# Palachia caudata
Palachia caudata är en stekelart som beskrevs av Boucek 1978. Palachia caudata ingår i släktet Palachia och familjen gallglanssteklar.
Artens utbredningsområde är Zimbabwe. Inga underarter finns listade i Catalogue of Life.